# La puerta abierta
La puerta abierta és una pel·lícula de drama de l'any 2016, dirigida per Marina Seresesky i protagonitzada per Carmen Machi, Terele Pávez, Asier Etxeandía i Lucía Balas. Producció Sergio Bartolomé, Jose Alberto Sánchez, Álvaro Lavín i Roberto Fernández.

## Argument
Rosa ha heretat l'ofici de la seva mare Antonia, una dona que ara es creu Sara Montiel i que ha convertit el seu dia a dia en un veritable infern. En el món de la prostitució en el qual estan submergides, Rosa no sap ser feliç. Però l'arribada d'un nou integrant a la seva peculiar família li donarà una oportunitat inigualable per a aconseguir-ho.

## Repartiment
- Carmen Machi com Rosa.
- Terele Pávez com Antonia.
- Asier Etxeandía com Lupita.
- Paco Tous com Paco.
- Lucía Balas com Lyuba.
- Sonia Almarcha com Juana.
- Yoima Valdés com Teresa.
- Emilio Palacios com Yuri.
- Mar Saura com Isabel.
- Christian Sánchez com Carlos.
- Hugo Ndiaye com Eduardito.
- Monika Kowalska com Masha.

## Premis
| Premi                                            | Any  | Categoria                            | Nominats          | Resultat   | Ref.  |
| ------------------------------------------------ | ---- | ------------------------------------ | ----------------- | ---------- | ----- |
| Premis Goya                                      | 2017 | Millor actriu protagonista           | Carmen Machi      | Nominada   | [ 4 ] |
| Premis Goya                                      | 2017 | Millor actriu secundària             | Terele Pávez      | Nominada   | [ 4 ] |
| Premis Feroz                                     | 2017 | Millor comèdia                       | La puerta abierta | Nominada   | [ 5 ] |
| Premis Feroz                                     | 2017 | Millor actriu protagonista           | Carmen Machi      | Nominada   | [ 5 ] |
| Premis Feroz                                     | 2017 | Millor actriu de repartiment         | Terele Pávez      | Nominada   | [ 5 ] |
| Premis de la Unión de Actores                    | 2017 | Millor actriu protagonista de cinema | Carmen Machi      | Guanyadora | [ 6 ] |
| Premis de la Unión de Actores                    | 2017 | Millor actriu secundària             | Terele Pávez      | Nominada   | [ 6 ] |
| Premis de la Unión de Actores                    | 2017 | Millor actor secundari               | Asier Etxeandía   | Nominat    | [ 6 ] |
| Medalles del Cercle d'Escriptors Cinematogràfics | 2017 | Millor actriu protagonista           | Carmen Machi      | Nominada   | [ 7 ] |
| Medalles del Cercle d'Escriptors Cinematogràfics | 2017 | Millor director revelació            | Marina Seresesky  | Nominada   | [ 7 ] |
| Medalles del Cercle d'Escriptors Cinematogràfics | 2017 | Millor actriu secundària             | Terele Pávez      | Nominat    | [ 7 ] |
| Toulouse Cinespaña                               | 2016 | Premi de l'audiència                 | Marina Seresesky  | Guanyadora | [ 8 ] |
| Toulouse Cinespaña                               | 2016 | Millor opera prima                   | Marina Seresesky  | Nominada   | [ 8 ] |